# Angels in America
Pour les articles homonymes, voir Angels in America (homonymie).
Angels in America (Angels in America: A Gay Fantasia on National Themes) est une pièce de théâtre en deux parties de l'écrivain américain Tony Kushner.
Elle est écrite en 1991 et a connu de nombreuses adaptations, dont une mini-série, depuis éditée en DVD, et un opéra. Elle est considérée par de nombreux critiques comme étant une œuvre majeure de la fin du XXe siècle. Elle permit à Tony Kushner de devenir un dramaturge reconnu. Il reçoit ainsi le prix Pulitzer de l'Œuvre théâtrale en 1993 pour la première partie, Millenium Approaches (Le millénaire approche), et les deux parties reçoivent chacune le Tony Award for Best Play, respectivement en 1993 et 1994.
Le titre original complet de la pièce est Angels in America : A Gay Fantasia on National Themes (littéralement, « Des Anges en Amérique : une fantaisie gay sur des thèmes nationaux »). Le titre original de la première partie est Millenium Approaches (Le millénaire approche), celui de la seconde partie est Perestroïka.

## Argument

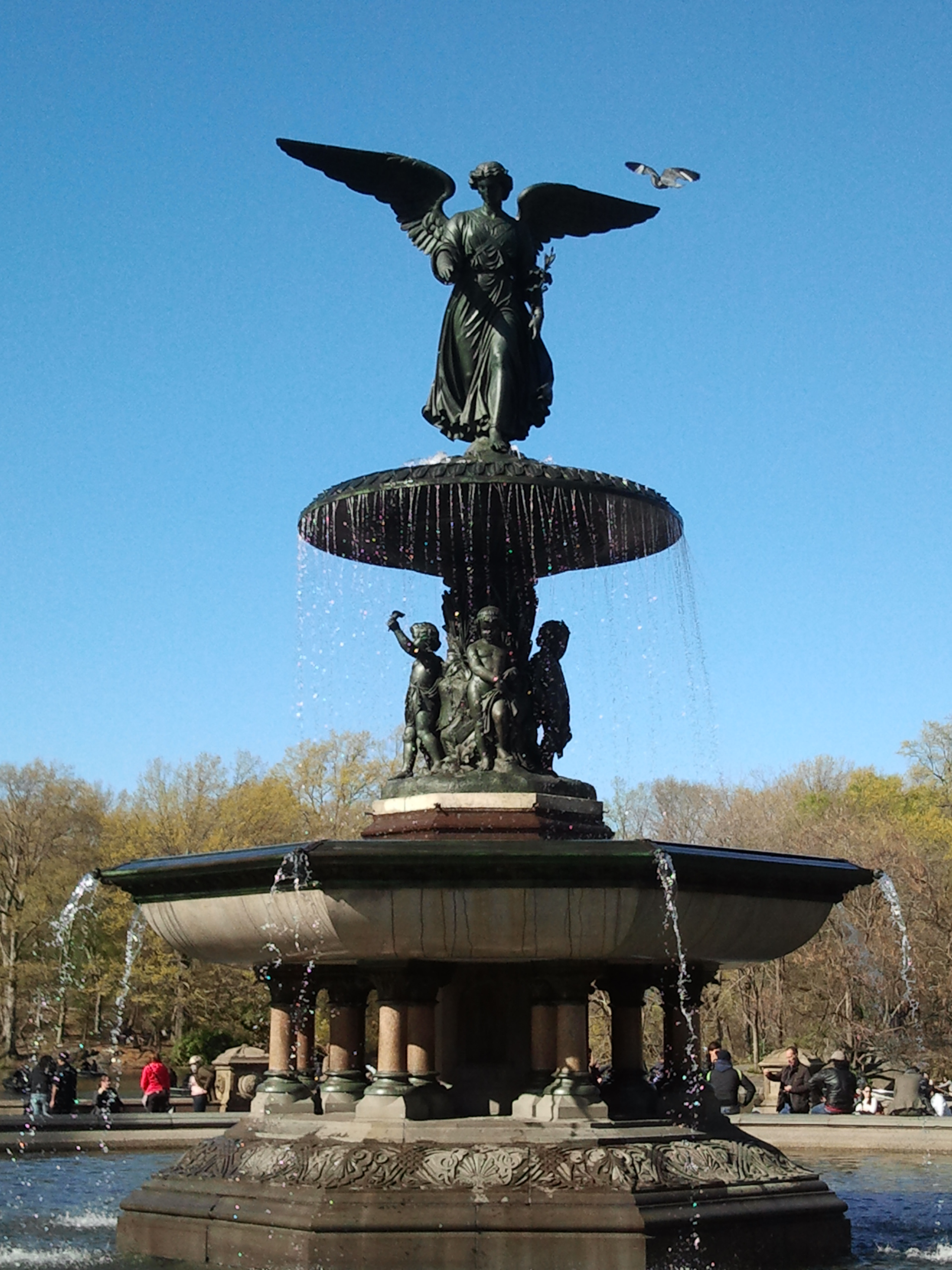
Fontaine Bethesda à Central Park (New York).

Au milieu des années 1980, sous les présidences de Ronald Reagan et George Bush, à New York, les vies de plusieurs personnes s'entrecroisent, liées par le contexte républicain, l'homosexualité, l'apparition du sida, le questionnement du divin et l'expérience de la marginalité.
Au début du premier acte qui présente les personnages, Prior Walter est atteint du sida, ce que son compagnon, Louis Ironson, juif démocrate, a de plus en plus de mal à vivre. Dans le même temps, Joe Pitt, avocat saint des derniers jours, républicain et homosexuel, obtient une offre de promotion à Washington de son mentor, le maccarthiste Roy Cohn, mais Joe hésite, car son épouse Harper noie une dépression dans le valium.

## Pièce

### Organisation
La pièce fut créée en deux parties. Millenium Approaches est jouée pour la première fois en mai 1991 par l'Eureka Theater Company of San Francisco, dirigée par David Esbjornson. À ce moment-là, la seconde partie Perestroïka est encore en cours de développement. Elle est finalement jouée en novembre 1992 par le Mark Taper Forum, dirigé par Oskar Eustis et Tony Taccone. Angels in America dure ainsi environ sept heures.
Les premières européennes de la pièce ont lieu à Londres, en janvier 1992 pour la première partie et en novembre 2003 pour la seconde.
De 1991 à 1993, Millenium Approaches reçoit plusieurs récompenses de théâtre aux États-Unis et en Angleterre.

### Mise en scène
La pièce alterne les scènes d'humour noir, de tragédie et de surnaturel. Les effets spéciaux peuvent requérir des moyens théâtraux importants (l'arrivée de l'Ange censé détruire le plafond, par exemple), mais Kushner insiste sur le fait qu'il faut que la machinerie du théâtre soit visible par les spectateurs : il ne doit pas y avoir de noirs entre deux scènes et ce sont les acteurs eux-mêmes qui doivent effectuer les changements de décor. Il s'agit du Verfremdungseffekt (effet de distanciation) de Bertolt Brecht, à réserver, selon lui, au théâtre épique, par opposition au théâtre d'identification. Il s'agit d'amener les spectateurs à avoir à tout moment conscience qu'ils sont en train d'assister à une pièce de théâtre, et donc de leur rappeler régulièrement que ce qui se déroule sur scène n'est pas le monde réel mais un artefact créé de toutes pièces.
L'une des nombreuses particularités de la pièce est que chacun des huit acteurs doit incarner plusieurs personnages secondaires. Par exemple, l'actrice jouant l'infirmière de Prior est également l'Ange de l'Amérique. Le genre des acteurs n'est pas systématiquement respecté, au contraire : à titre d'exemple, l'actrice jouant Hannah, la mère de Joe, incarne également le rabbin. Il s'agit d'une instance de « Genderfuck », c'est-à-dire une volonté délibérée, à visée généralement politique, de jouer avec la notion traditionnelle de genre, construit social censé être stable et précisément délimité alors qu'il n'en est rien. Kushner encourage généralement les compagnies qui jouent ses œuvres à faire preuve de créativité concernant le choix des acteurs, et notamment concernant la répartition des rôles masculins et féminins.
Des voyages fantastiques conduisent Harper et Mr. Trip en Antarctique et un autre personnage au Ciel. En plus de divers lieux anonymes de New York, des scènes ont lieu à San Francisco et au pied de la statue de l'ange Bethesda dans Central Park.

### Résumé
Après l'introduction des personnages, Louis s'enfuit, tourmenté. Prior, affaibli par la maladie, est visité par des fantômes et des anges, dont l'Ange de l'Amérique qui le proclame prophète. Joe essaie de concilier sa religion avec sa sexualité, ce qui conduit sa mère Hannah à venir à New York pour s'occuper de Harper. Roy Cohn se découvre séropositif et ordonne à son médecin de faire passer cette maladie honteuse pour un cancer du foie, mais Roy au plus mal découvre que son infirmier, nommé Belize (ami de Prior), est noir et drag queen. Par ailleurs, Roy est visité par le fantôme de celle qu'il a aidé à faire condamner à mort, Ethel Rosenberg.
Le reste de la pièce confronte les personnages avec leurs démons (ou leurs anges) : Prior essaie de lutter contre la volonté de l'ange de faire de lui un prophète ; Louis et Joe ont une liaison par laquelle ils tentent de fuir leurs anciens compagnons respectifs ; Hannah découvre les homosexuels et le sida en aidant Prior, jaloux de Joe ; enfin, Harper fait des allers-retours entre la réalité et son imagination grâce à Mr Lies, un agent de voyage fruit de son addiction au valium. À l'hôpital, Belize et le fantôme d'Ethel affrontent Roy qui s'acharne à obtenir de l'AZT, encore expérimental, et à conserver sa position au sein du barreau des avocats.

## Adaptations

### Théâtre
- Par Krzysztof Warlikowski au festival d'Avignon en 2007[1],[2]
- Par Aurélie Van Den Daele à la Cartoucherie, théâtre de l'Aquarium en 2015[réf. nécessaire]
- Par Arnaud Desplechin à la Comédie-Française en 2020[3]

### Opéra
La pièce est adaptée en opéra par le compositeur hongrois Péter Eötvös, Angels in America,et créée au théâtre du Châtelet à Paris le 28 novembre 2004. Le livret reprend les deux parties de la pièce, mais en les condensant pour tenir en deux heures et demie. Le compositeur explique : « J'ai moins mis l'accent sur la ligne politique que Kushner... Je me suis plutôt concentré sur les relations passionnées, sur le suspense particulièrement dramatique de ce texte merveilleux, sur l'état en permanence incertain des visions. »
L'opéra est diffusé sur la chaîne française Pink TV le 1er décembre 2004. Une version allemande est créée en 2005. Une version filmée est inscrite par le réseau de télévisions américain PBS à son programme culturel, Great Performances, pour la saison 2005-2006. L'opéra lui-même a sa première américaine en juin 2006 à Boston, dans le Massachusetts.
Sur une mise en scène de Philippe Calvario, les chanteurs Barbara Hendricks (l'Ange de l'Amérique), Julia Migenes (Harper), Roberta Alexander, Topi Lehtipuu (Louis), Derek Lee Ragin (l'infirmier), Donald Maxwell (Roy), Omar Ebrahim (Joe) et Daniel Belcher (Prior) incarnent les personnages de Tony Kushner.